# فالوريس
فالوري (بالفرنسية: Vallauris)‏ هي بلدية فرنسية تقع في إقليم الألب البحرية من منطقة بروفنس ألب كوت دازور في جنوب شرق فرنسا. تبلغ مساحة هذه المدينة 13.04 (كم²)، وترتفع عن سطح البحر 112 م، يبلغ عدد سكانها 29111 نسمة حسب إحصاء المعهد الوطني للإحصاء والدراسات الاقتصادية سنة 2009 م. وترأس ميشال سالوكي البلدية خلال فترة (2014-2020).

## توأمة
لفالوريس اتفاقيات توأمة مع كل من:
- ليندنبرغ إم آلغوي
- هدمزوفازارهلي

## أعلام
- بالوما بيكاسو
- جان ماريز

## وصلات خارجية
- صفحة البلدية على موقع المعهد الوطني للإحصاء والدراسات الاقتصادية